# Tempest (группа)
Tempest (кор. 템페스트; ром. tempeseuteu; стилизуется как TEMPEST, читается как Темпест) — южнокорейский бой-бенд, сформированный в 2022 году компанией Yuehua Entertainment. Группа состоит из шести участников: Лу, Ханбин, Хёнсоп, Хёк, Ынчан, Лу и Тэрэ (изначально в состав также входил Хваран). Tempest дебютировали 2 марта 2022 года с мини-альбомом It’s Me, It’s We.

## История группы

### Участники группы до её дебюта
Хёнсоп и Лу участвовали реалити-шоу на выживание от Mnet Produce 101 2 в 2017 году. Лу выбыл в третьем эпизоде, заняв 23-е место, а Хёнпсоп выбыл в финальном эпизоде, заняв 16-е место. Они дебютировали как дуэт Hyeongseop X Euiwoong 2 ноября 2017 года с синглом «It Will Be Good».
Хваран, под именем Сон Чжэ Вон, участвовал в реалити-шоу на выживание MBC Under Nineteen. Он выбыл в эпизоде 12, заняв 11-е место в команде исполнителей и 32-е в общем зачете.
Ханбин участвовал в реалити-шоу на выживание Mnet I-Land в 2020 году. Он выбыл во 2-й части и занял 10-е место. В октябре 2020 года он провел онлайн-фан-встречу под названием «!00 %». В декабре он открыл свой официальный аккаунт в Твиттере и выступил на сцене перед открытием концерта Big Hit NYEL с песней «I&Credible». 2 июня 2021 года было объявлено, что Ханбин покинул Belift Lab и подписал эксклюзивный контракт с Yuehua Entertainment.

### 2022-н.в: Дебют cIt’s Me, It’s Weи дальнейшие мини-альбомы
Первоначально дебют Tempest был запланирован на 21 февраля 2022 года с их дебютным мини-альбомом. Однако 14 февраля Yuehua Entertainment объявили, что они отложат дебют группы до 2 марта, поскольку все семь участников группы получили положительный результат на COVID-19. Группа официально дебютировала 2 марта с мини-альбомом It’s Me, It’s We.
Первый камбэк группы состоялся 29 августа со вторым мини-альбомом Shining Up.
7 ноября группа объявила о скором выходе своего третьего мини-альбома ON and ON. Альбом был выпущен 22 ноября.
Группа выпустила свой четвёртый мини-альбом The Calm Before the Storm 17 апреля 2023 года.
В марте 2024 года группа выпустила очередной мини-альбом Voyage. В это же время группу покинул Хваран после того, как оказался в центре скандала.

## Состав
| Сценический псевдоним | Сценический псевдоним | Настоящее имя | Настоящее имя       | Дата рождения | Позиция в группе              |
| Основной              | Другой                | На русском    | Хангыль/вьетнамский | Дата рождения | Позиция в группе              |
| --------------------- | --------------------- | ------------- | ------------------- | ------------- | ----------------------------- |
| Лу                    | Lew                   | Ли Ый Ун      | 이의웅              | 05.04.2001    | Лидер, рэпер, вокалист        |
| Ханбин                | Hanbin                | Нго Нгок Хынг | Ngô Ngọc Hưng       | 19.01.1998    | Танцор, вокалист              |
| Хёнсоб                | Hyeongseop            | Ан Хён Соб    | 안형섭              | 09.08.1999    | Вокалист                      |
| Хёк                   | Hyuk                  | Ку Бон Хёк    | 구본혁              | 17.04.2000    | Главный вокалист              |
| Ынчан                 | Eunchan               | Чхве Бён Соб  | 병섭                | 27.02.2001    | Вокалист                      |
| Хваран                | Hwarang               | Сон Чжэ Вон   | 송재원              | 23.03.2001    | Главный рэпер, главный танцор |
| Тэрэ                  | Taerae                | Ким Тэ Рэ     | 김태래              | 09.04.2002    | Рэпер, макнэ                  |

## Дискография

### Мини-альбомы
- It’s Me, It’s We (2022)
- Shining Up (2022)
- ON and ON (2022)
- The Calm Before The Storm  (2023)
- Voyage  (2024)

## Награды и номинации
| Церемония                 | Год  | Категория                    | Результат | Ссылка |
| ------------------------- | ---- | ---------------------------- | --------- | ------ |
| Brand of the Year Awards  | 2022 | Male Idol Rookie of the Year | Победа    | [ 12 ] |
| Genie Music Awards        | 2022 | Best Male Rookie Award       | Победа    | [ 13 ] |
| Mnet Asian Music Awards   | 2022 | Best New Male Artist         | Номинация | [ 14 ] |
| Mnet Asian Music Awards   | 2022 | Artist of the Year           | Номинация | [ 14 ] |
| Asia Artist Awards        | 2022 | New Wave Award — Singer      | Победа    | [ 15 ] |
| Circle Chart Music Awards | 2022 | IdolPlus New Star Award      | Победа    | [ 16 ] |